# Valframbert
Valframbert és un municipi francès situat al departament de l'Orne i a la regió de Normandia. L'any 2007 tenia 1.558 habitants.

## Demografia

### Població
El 2007 la població de fet de Valframbert era de 1.558 persones. Hi havia 572 famílies de les quals 80 eren unipersonals (52 homes vivint sols i 28 dones vivint soles), 216 parelles sense fills, 244 parelles amb fills i 32 famílies monoparentals amb fills.
La població ha evolucionat segons el següent gràfic:
Habitants censats

### Habitatges
El 2007 hi havia 615 habitatges, 582 eren l'habitatge principal de la família, 11 eren segones residències i 22 estaven desocupats. 593 eren cases i 19 eren apartaments. Dels 582 habitatges principals, 460 estaven ocupats pels seus propietaris, 116 estaven llogats i ocupats pels llogaters i 6 estaven cedits a títol gratuït; 2 tenien una cambra, 15 en tenien dues, 59 en tenien tres, 151 en tenien quatre i 355 en tenien cinc o més. 503 habitatges disposaven pel capbaix d'una plaça de pàrquing. A 196 habitatges hi havia un automòbil i a 368 n'hi havia dos o més.

### Piràmide de població
La piràmide de població per edats i sexe el 2009 era:
| Homes | Edats   | Dones |
| ----- | ------- | ----- |
| 0     | 95 o +  | 0     |
| 0     | 90 a 94 | 0     |
| 4     | 85 a 89 | 8     |
| 4     | 80 a 84 | 8     |
| 4     | 75 a 79 | 8     |
| 28    | 70 a 74 | 12    |
| 28    | 65 a 69 | 20    |
| 40    | 60 a 64 | 36    |
| 28    | 55 a 59 | 48    |
| 64    | 50 a 54 | 56    |
| 88    | 45 a 49 | 72    |
| 68    | 40 a 44 | 68    |
| 64    | 35 a 39 | 72    |
| 40    | 30 a 34 | 44    |
| 20    | 25 a 29 | 16    |
| 32    | 20 a 24 | 20    |
| 92    | 15 a 19 | 52    |
| 48    | 10 a 14 | 96    |
| 64    | 5 a 9   | 72    |
| 28    | 0 a 4   | 44    |

## Economia
El 2007 la població en edat de treballar era de 1.052 persones, 789 eren actives i 263 eren inactives. De les 789 persones actives 749 estaven ocupades (382 homes i 367 dones) i 40 estaven aturades (22 homes i 18 dones). De les 263 persones inactives 122 estaven jubilades, 94 estaven estudiant i 47 estaven classificades com a «altres inactius».

### Ingressos
El 2009 a Valframbert hi havia 591 unitats fiscals que integraven 1.647 persones, la mediana anual d'ingressos fiscals per persona era de 19.253 €.

### Activitats econòmiques
Dels 80 establiments que hi havia el 2007, 1 era d'una empresa de fabricació de material elèctric, 3 d'empreses de fabricació d'altres productes industrials, 9 d'empreses de construcció, 21 d'empreses de comerç i reparació d'automòbils, 5 d'empreses de transport, 7 d'empreses d'hostatgeria i restauració, 1 d'una empresa d'informació i comunicació, 4 d'empreses financeres, 3 d'empreses immobiliàries, 14 d'empreses de serveis, 5 d'entitats de l'administració pública i 7 d'empreses classificades com a «altres activitats de serveis».
Dels 18 establiments de servei als particulars que hi havia el 2009, 1 era una oficina bancària, 1 taller de reparació d'automòbils i de material agrícola, 1 taller d'inspecció tècnica de vehicles, 2 autoescoles, 3 fusteries, 3 lampisteries, 1 empresa de construcció, 2 perruqueries, 3 restaurants i 1 saló de bellesa.
L'únic establiment comercial que hi havia el 2009 era una botiga d'electrodomèstics.
L'any 2000 a Valframbert hi havia 16 explotacions agrícoles que ocupaven un total de 992 hectàrees.

## Equipaments sanitaris i escolars
El 2009 hi havia una escola elemental.

## Poblacions més properes
El següent diagrama mostra les poblacions més properes.